# Chinchila
Chinchila é o nome genérico dos mamíferos roedores da família Chinchillidae, nativa dos Andes da América do Sul. Podendo pesar até 1,0 kg. A pelagem da chinchila é cerca de 30 vezes mais suave que o cabelo humano e muito densa, com 20,000 pêlos por centímetro quadrado. Esta densidade capilar impede, por exemplo, que estes animais sejam infestados por pulgas que não conseguem sobreviver na sua pelagem. Por isto, o seu pêlo não pode ser molhado.
São animais muito ativos e precisam fazer exercício regularmente. Como também gostam de explorar, observar e ouvir sons, deve ser solta, em casa ou num sítio fechado.
Também são muito sociáveis e por isso não devem ter uma vida solitária.
As chinchilas foram descobertas no século XVI e desde logo caçadas por causa da pele. No início do século XX eram já bastante raras e em 1923 o biólogo Mathias Chapman trouxe os últimos 11 exemplares para os Estados Unidos. A descendência destes casais salvou a chinchila da extinção e desde os anos 60 que é um animal de estimação relativamente popular.

## História

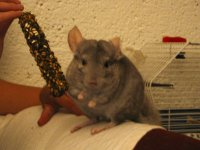
Chinchilla em casa

As chinchilas são roedores oriundos da Cordilheira dos Andes. O seu nome significa literalmente "Chincha Pequena". Chincha é o nome dos nativos dos Andes que utilizavam o pêlo deste animal para fabricar roupas, na altura em que os conquistadores espanhóis chegaram a esta região
Séculos atrás, podia encontrar-se chinchilas em partes da Argentina, Bolívia, Chile e Peru. Hoje, as chinchilas selvagens são raras, e o seu território está restringido às montanhas da cordilheira dos Andes, no Chile.
O primeiro registro escrito sobre este animal surge no século XVI, quando um padre espanhol descreve as chinchilas no seu livro sobre os animais da cordilheira dos Andes.
O ambiente desértico em que habitam é bastante rigoroso. As planícies dos Andes são quentes de dia e muito frias de noite.
As chinchilas vivem entre 3 mil a 5 mil metros de altura e abrigam-se em túneis que escavam ou em buracos de rochas espalhados pelas montanhas. Alimentam-se de plantas, sementes e mais raramente de pequenos insetos.
Assim que as Chinchilas se tornaram conhecidas no mundo Ocidental, a captura por causa do seu pêlo intensificou-se. No século XVIII e XIX, a procura atingiu picos alarmantes que levaram à extinção de uma espécie, Chinchilla Real, e à escassez das outras duas restantes, Chinchilla Lanigera e Chinchilla Brevicaudata. A reprodução de Chinchilas em cativeiro foi problemática.
Os primeiros animais capturados para criação eram bastante nervosos e necessitavam de um ambiente bastante tranqüilo para poderem viver. Só em 1895 se conseguiu uma produção com sucesso que foi arrasada no ano seguinte por uma epidemia. Em 1918, Mathias Chapman, um engenheiro de minas norte-americano, entrou em contacto pela primeira vez com chinchilas. Gostou do animal e lançou-se na difícil tarefa de tentar criá-las em cativeiro. Mas primeiro tinha de as capturar no seu ambiente natural.
Devido à escassez de exemplares, o governo chileno mostrou-se reticente quando à captura, mas acabou por ceder devido à forte pressão de Chapman. Este engenheiro de minas demorou três anos a capturar onze chinchilas, das quais apenas três eram fêmeas.
Na volta, preferiu demorar um ano a descer a montanha para que as Chinchilas pudessem aclimatizar-se. Este foi o início das Chinchilas em cativeiro. A produção deste animal para o comércio de peles só se iniciou por volta de 1920. Hoje em dia, o comércio de pele de chinchila não depende dos exemplares selvagens. Existem quintas de criação onde os animais são criados especificamente com esse fim.
No entanto, para fabricar um casaco longo de peles de chinchila, é necessário utilizar cerca de 20 a 30 chinchilas.
Só por volta de 1960 é que as chinchilas começaram a ganhar popularidade como animais de estimação. As chinchilas são animais protegidos, considerados vulneráveis no estado selvagem.

## Alimentação

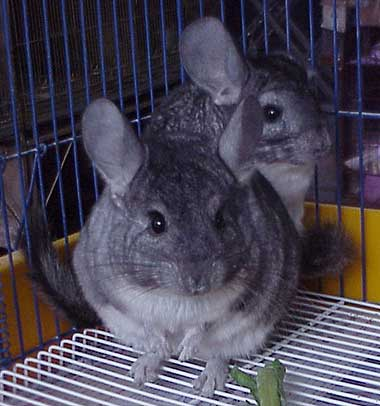
Chinchilas nascidas e criadas em cativeiro

As chinchilas têm um sistema digestivo bastante sensível devendo a sua alimentação ser bastante equilibrada e devem comer uma ração própria para chinchilas. Não se deve dar ração de coelho ou para hamster - elas não podem comer muita sementes de girassol, por ser muito rica em gordura. Fora a ração própria, deve-se dar alfafe em cubo e em rama (alternando os dias) ou feno da montanha e suplemento alimentar. Dentre os petiscos é recomendado dar apenas maça desidratada, banana desidratada e uvas passa. Não devem ser sobrealimentadas, pois isso pode acarretar problemas intestinais e excesso de peso.
As guloseimas devem ser o mais racionadas possível, para que o animal não se torne guloso e rejeite a comida normal. As sementes de girassol devem ser cruas, com casca e não serem salgadas.[carece de fontes?]
Um bom truque é usar as guloseimas para o treino da chinchila, em vez de lhe dar sempre que ela pede. Assim, por exemplo, para a ensinar a ir para dentro da gaiola depois de andar a correr à solta, dê-lhe uma passa quando a coloca lá dentro ao mesmo tempo que diz "casa", por exemplo. Assim, ela passará a associar o comportamento (desejado) a uma guloseima e com o tempo habituar-se-à a fazê-lo, sempre que for repetir o comando.

## Higiene
As chinchilas são roedores muito asseados, comparativamente a hamsters. Não criam carrapatos nem pulgas como outros animais domésticos, devido ao seu pelo ser tão denso que não permite a sobrevivência destes parasitas cutâneos, que são sufocados por ele. Às chinchilas não se dá banho com água. A sua pelagem é muito sensível e existe uma areia especial, bastante fina, para elas tomarem banho. No seu habitat natural elas esfregam-se no pó da montanha. Em cativeiro, precisam que o seu dono recrie essa oportunidade de tirar a gordura e sujidade do pêlo.
Na gaiola, é aconselhável colocar serragem no fundo e ir retirando a que estiver suja com urina. Os absorventes à base de milho são mais absorventes, neutralizam mais o odor e não precisam ser trocados com tanta frequência. No entanto, não é tão económico. Existem aparas de madeira com aroma a maçã e a limão.

## Doenças
As chinchilas são animais bastante resistentes as doenças, no entanto, convém serem examinadas periodicamente. A maior parte das doenças provém da falta de higiene. Também podem surgir feridas devido ao alojamento em gaiolas com fundo de grelha ou rede, pois as patas podem ficar presas nos buracos e o animal ferir-se na tentativa de se libertar.
O tempo médio de vida da Chinchila vai de 10 a 20 anos, sendo que há registro de chinchilas que já chegaram a 22 anos.
A maioria dos problemas de saúde das chinchilas estão relacionados com o não desgaste correto dos dentes, muito provavelmente pela mudança na dieta, uma vez que na natureza estes animais comem muitos vegetais e o atrito provoca o desgaste necessário nos dentes. Estes crescem entre 4 a 6 cm por ano, e continuamente durante toda a vida do animal. As chinchilas bebês já nascem com dentes, que curiosamente nesta espécie não têm raízes, porém há uma grande porção do dente, chamada de coroa de reserva no interior dos maxilares que dão grande sustentação a estes dentes.
Assim, convém dar à chinchila uma dieta com o máximo de folhas (as indicadas são as verduras com folhas verdes escuras), pois, se sua dentição chegar ao ponto de sobrecrescimento, ele não só dificilmente fechará a boca, como não conseguirá comer e terá uma morte lenta e dolorosa. Nestes casos, o veterinário deve proceder ao desgaste dos dentes do seu animal de estimação, para que a dentição volte a sua função normal. O procedimento deve ser realizado o mais rápido possível, para que a debilitação não cause danos maiores a saúde do animal. Consulte um veterinário especialista na espécie ao mínimo sinal de inapetência, salivação, passar a patinha na boca e emagrecimento.